# Chambon-sur-Voueize
 Chambon-sur-Voueize  es una comuna (municipio) de Francia, en la región de Lemosín, departamento de Creuse, en el distrito de Aubusson. Es la cabecera y mayor población del cantón de su nombre.
Su población en el censo de 1999 era de 1.012 habitantes.

## Geografía
Chambon-sur-Voueize es un pueblo situado en las Gargantas de la Voueize en las Combrailles.
Está integrada en la Communauté de communes d’Évaux-les-Bains et de Chambon-sur-Voueize.

## Demografía
| 1276 | 1367 | 1206 | 1288 | 1105 | 1012 |
| Para los censos de 1962 a 1999 la población legal corresponde a la población sin duplicidades (Fuente: INSEE [Consultar]) |      |      |      |      |      |

## Historia
Chambon-sur-Voueize fue la capital de las Combrailles, del siglo IX al siglo XII. En 857, los monjes de la abadía de San Marcial de Limoges fundaron un monasterio en Chambon-sur Voueize, para albergar las reliquias de Santa Valeria.
En 2014, fue designado para representar al Limousin en el programa de televisión Le Village préféré des Français y terminó en tercer lugar.

## Monumentos históricos y otros lugares de interés

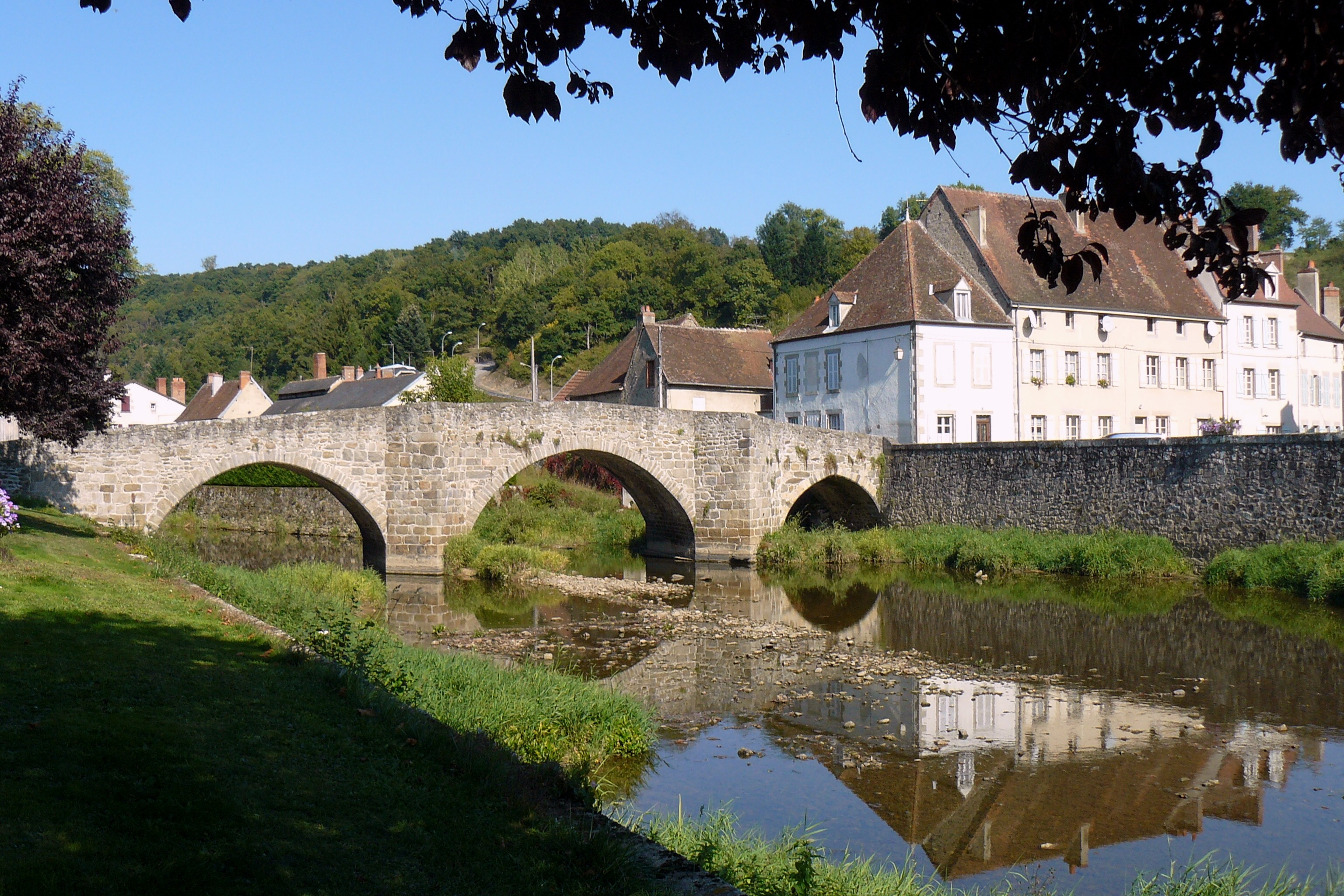
El puente románico.
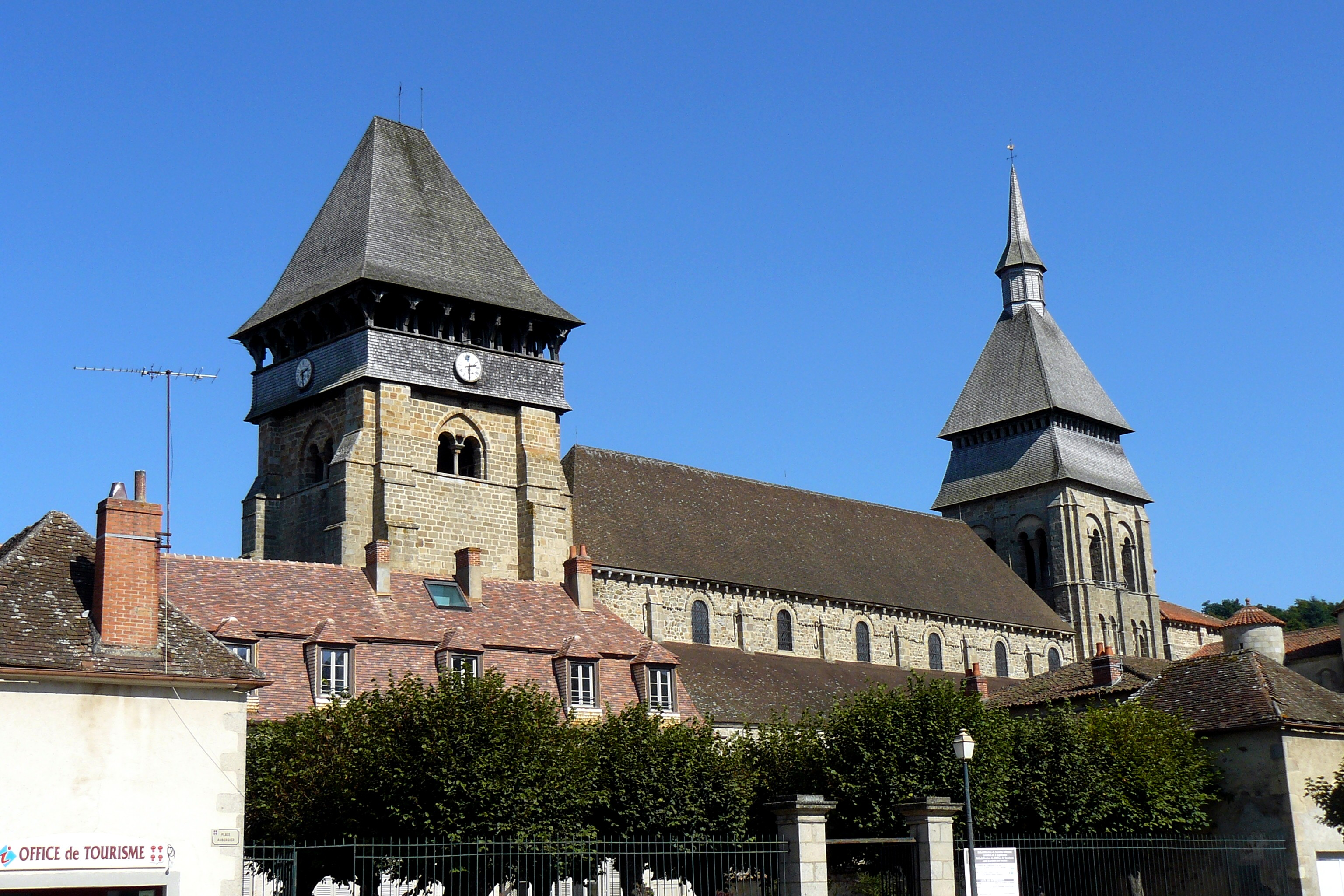
La iglesia de la abadía Santa Valeria.
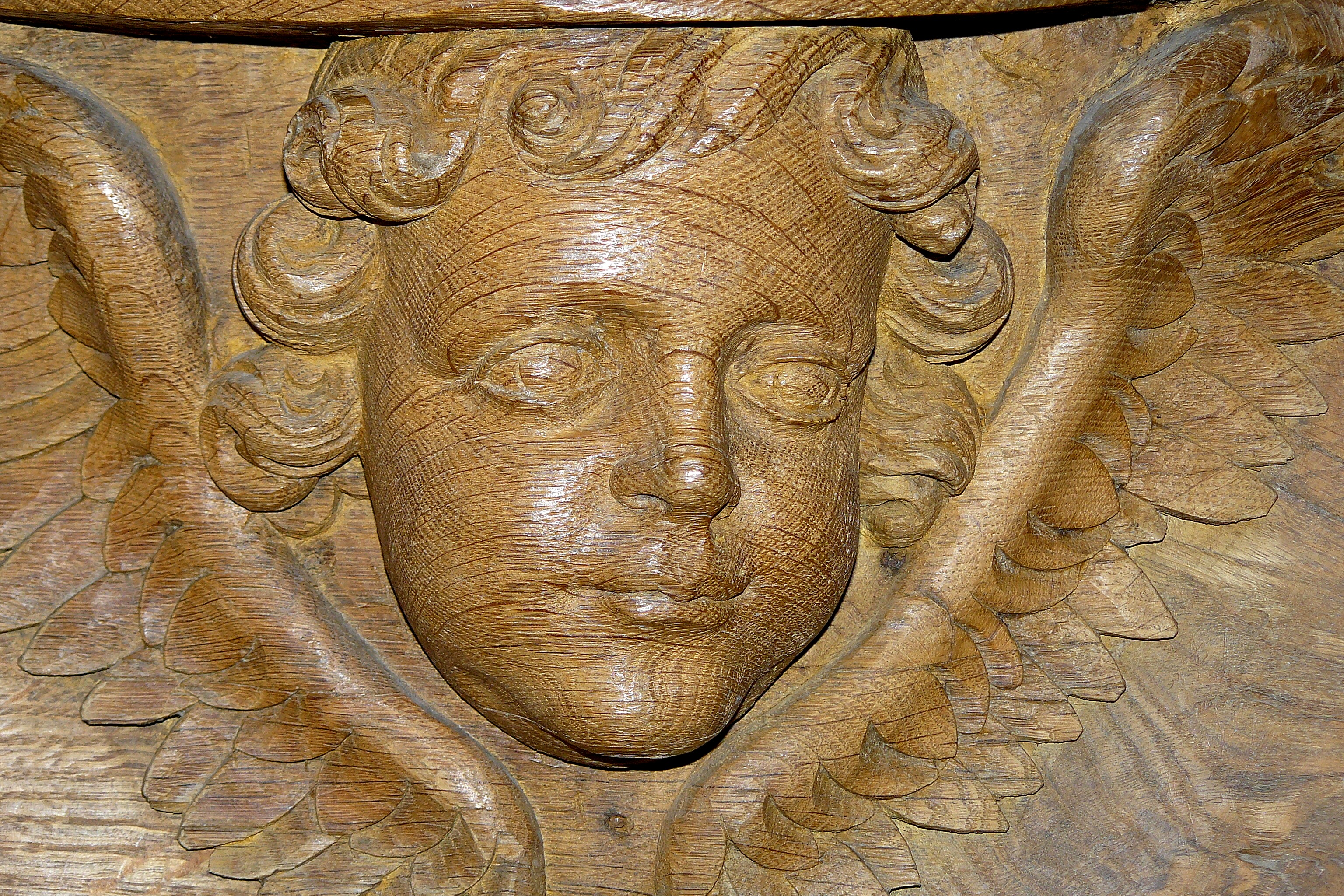
La iglesia : detalle de la sillería del coro.
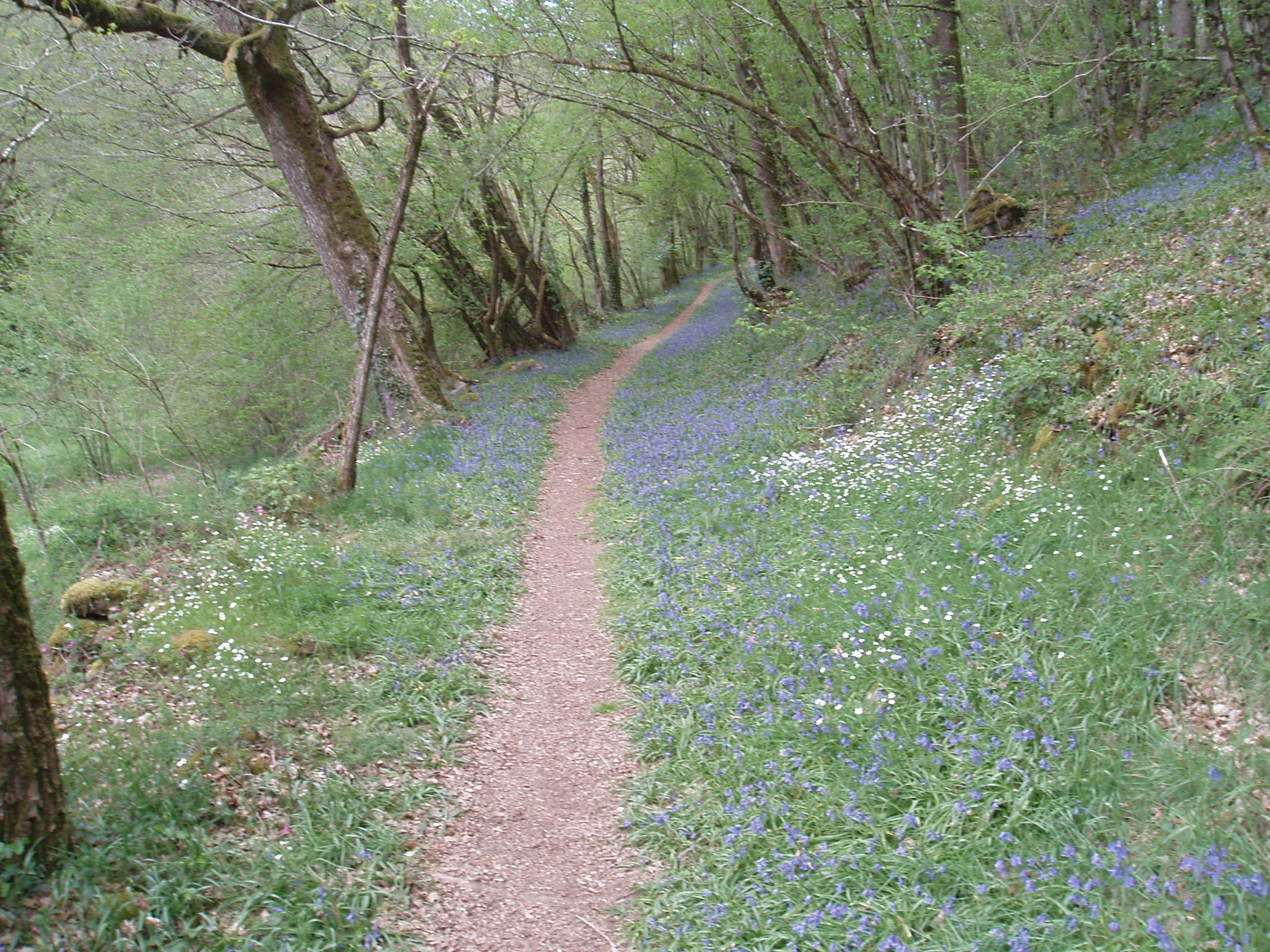
Camino en las Gargantas de la Voueize.
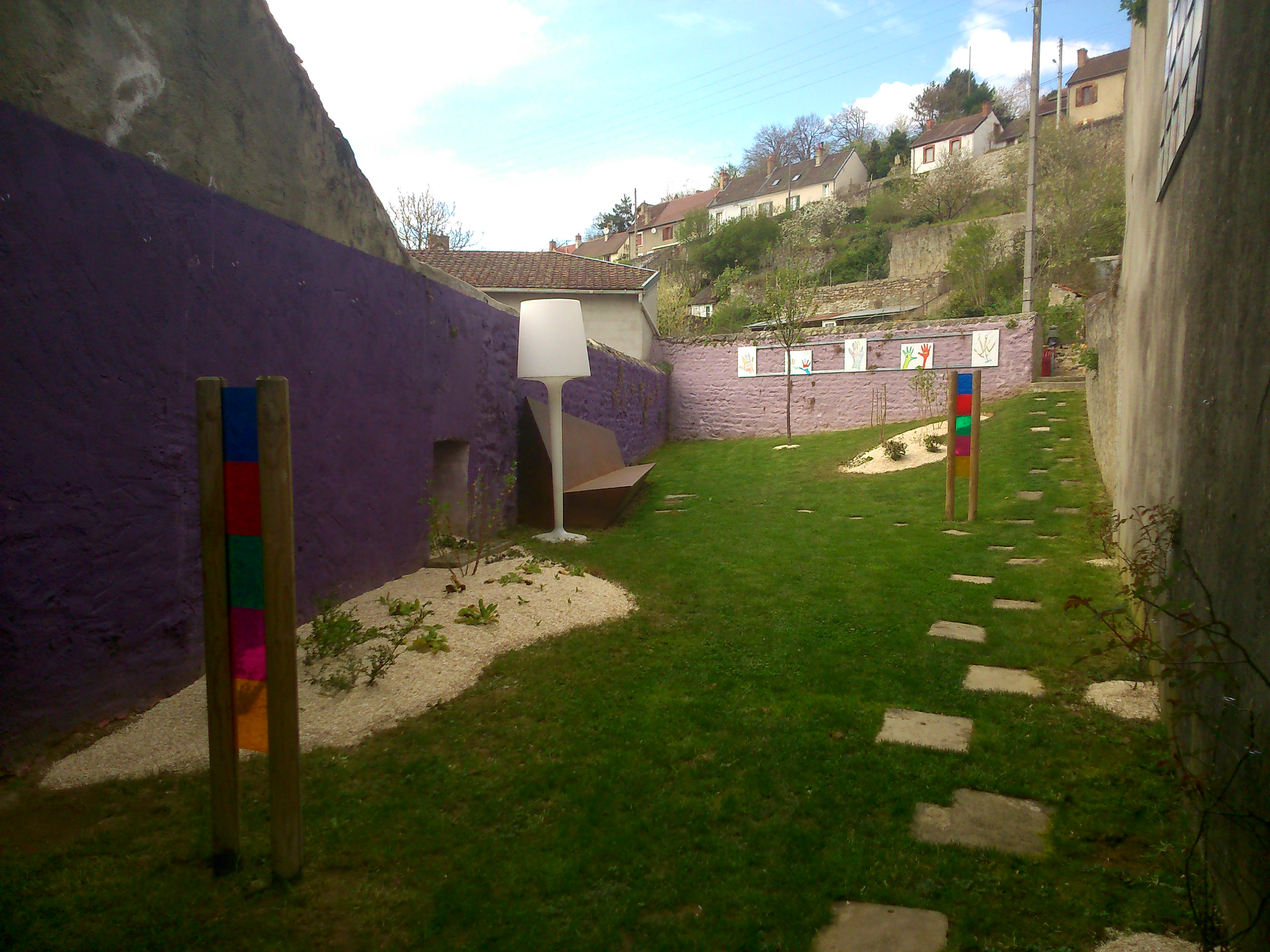
Jardin publico.